# Psilotaceae
Psilotaceae är en familj av kärlväxter. Psilotaceae ingår i ordningen Psilotales, klassen Psilotopsida, fylumet kärlväxter och riket växter. Enligt Catalogue of Life omfattar familjen Psilotaceae 18 arter. 
Psilotaceae är enda familjen i ordningen Psilotales.
Kladogram enligt Catalogue of Life:
| Psilotaceae | \| \| Psilotum \| \| \| \| \| \| Tmesipteris \| \| \| \| |
|             | \| \| Psilotum \| \| \| \| \| \| Tmesipteris \| \| \| \| |
|             | Psilotum                                                 |
|             |                                                          |
|             | Tmesipteris                                              |
|             |                                                          |

## Bildgalleri

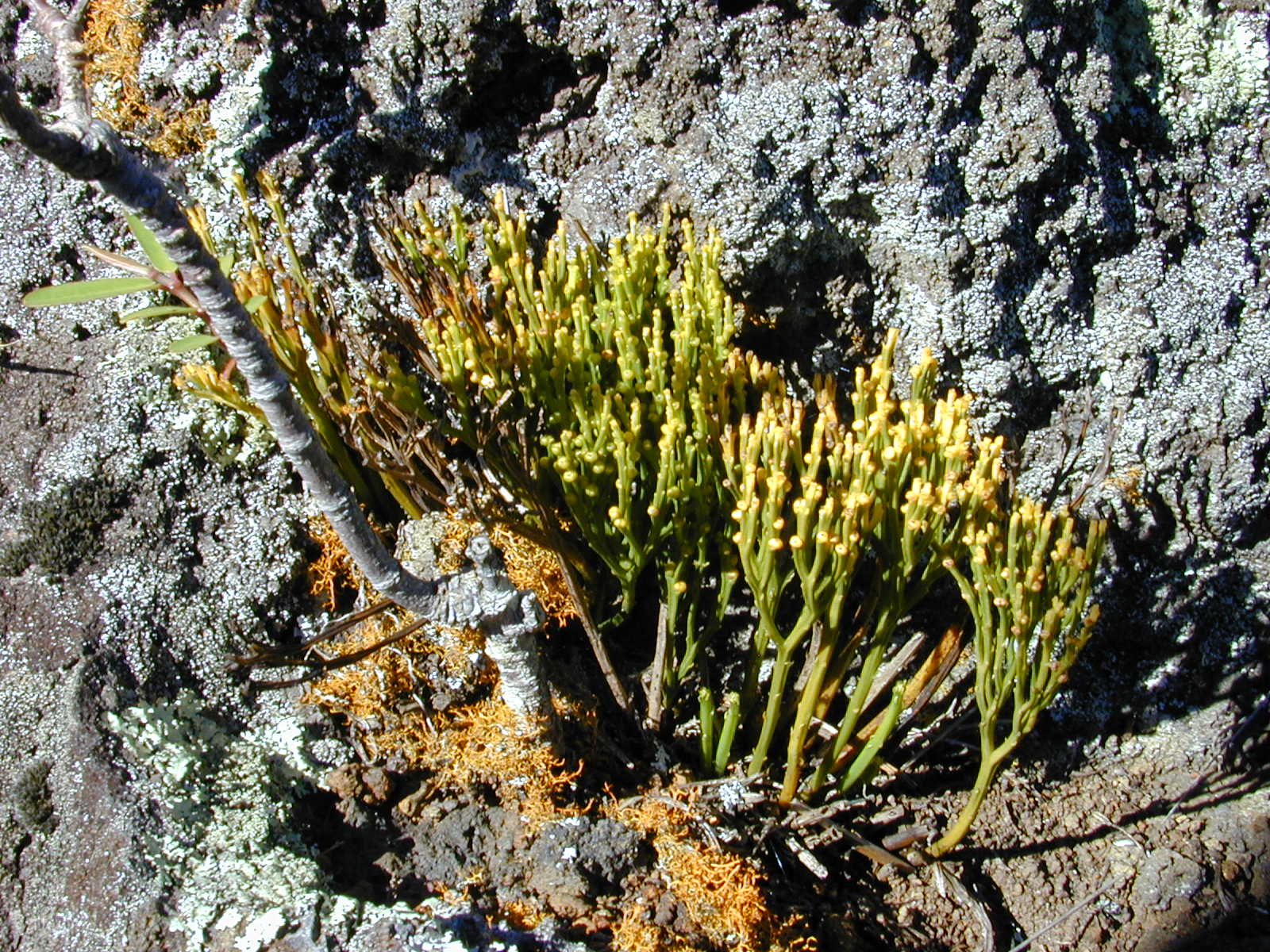
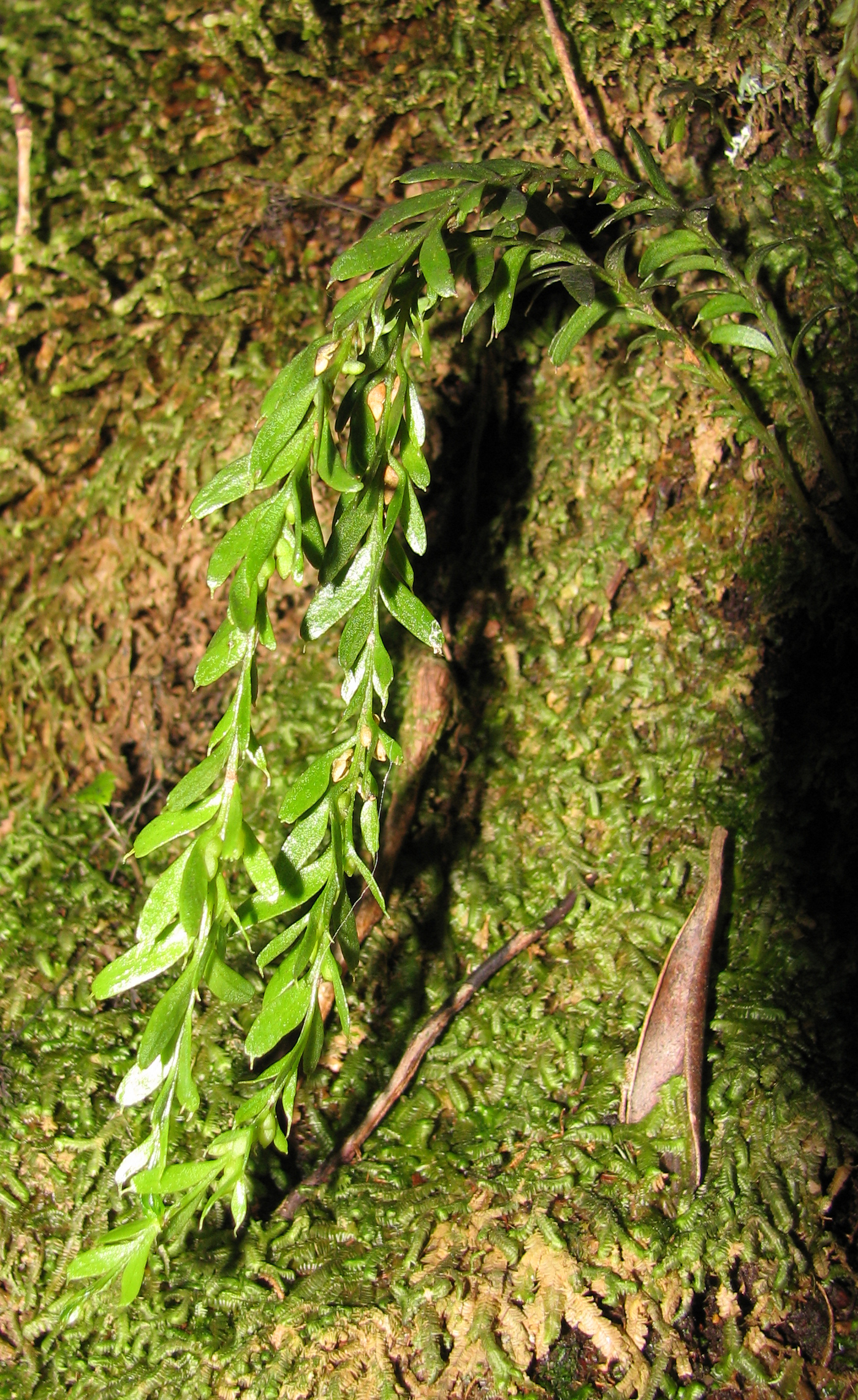
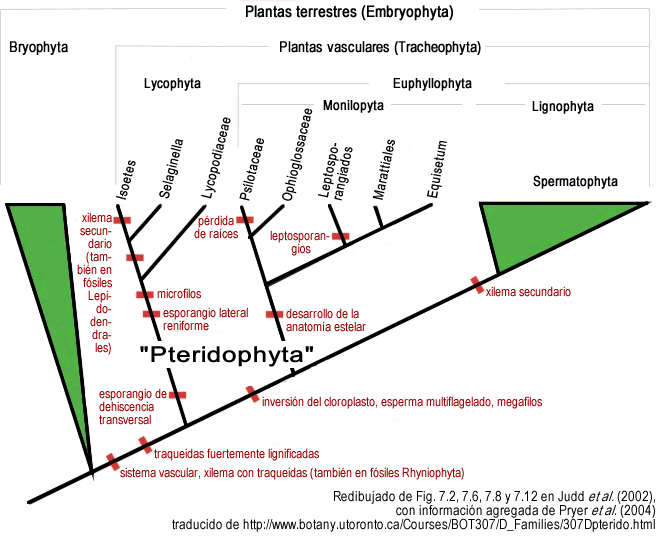